# It Must Have Been Love
It Must Have Been Love ist eine Ballade des schwedischen Pop-Duos Roxette, die sowohl in verschiedenen europäischen Ländern wie auch in den Vereinigten Staaten mit Gold ausgezeichnet wurde und bis heute eine ihrer meistverkauften und bekanntesten Singles ist. Sowohl der Text als auch die Komposition stammen von Per Gessle, der das Lied bereits 1987 in seinem Heimatland mit dem Beititel Christmas for the Broken Hearted in den Verkauf brachte. Außerhalb von Schweden wurde der Song jedoch erst im Jahre 1990 ein internationaler Musikhit, nachdem er, mit etwas veränderter Textzeile, als Teil des sehr erfolgreichen Soundtracks zur Filmkomödie Pretty Woman erneut veröffentlicht wurde.
2005 erhielt Per Gessle einen Sonderpreis von der US-amerikanischen Musikgesellschaft BMI, nachdem der Song mehr als vier Millionen Mal von US-amerikanischen Radiostationen gespielt worden war.

## Erste Veröffentlichung 1987
Erstmals wurde It Must Have Been Love (Christmas For The Broken Hearted), so der Originaltitel, im Laufe des Jahres 1987 herausgebracht, nachdem EMI Deutschland Roxette um die Komposition eines intelligenten Weihnachtssong bat. Obwohl es die Single in Schweden auf Platz 4 der Hitliste schaffte, entschied EMI den Song weder in Deutschland noch einem anderen Land zu veröffentlichen.
Diese ursprüngliche Version war in der Folgezeit bis 1997 auf keinem Album von Roxette zu finden, ehe sie in der Wiederveröffentlichung des Albums Pearls of Passion als Bonustrack erschien. Der seinerzeit die B-Seite der Plattensingle von Christmas For The Broken Hearted füllende Song Turn to Me ist ebenfalls als Bonustrack auf diesem Album vertreten.

## Zweite Veröffentlichung 1990
Durch die erfolgreichen Chart-Platzierungen der ausgekoppelten Singles des Look Sharp! -Albums aufmerksam geworden, trat Touchstone Pictures an Roxette und deren Plattenlabel EMI mit dem Wunsch heran, einen Song zum Soundtrack für eine in der Entstehung befindliche Romantikkomödie beizusteuern, die in den USA im Frühjahr 1990 unter dem Titel Pretty Woman in die Kinos kommen sollte. Der Film mit Richard Gere und der damals weitgehend unbekannten Julia Roberts in den Hauptrollen wurde ein internationaler Filmerfolg, der weltweit mehr als 460 Millionen Dollar einspielte.
Per Gessle entschied sich, nach eigener Aussage, die mittlerweile fast drei Jahre alte Aufnahme von It Must Have Been Love anzubieten, da Roxette aufgrund der zu diesem Zeitpunkt stattfindenden Tour durch Australien und Neuseeland keine Freiräume besaß, ein neues Stück zu schreiben und aufzunehmen. Gessle und sein Produzent Clarence Öfwerman nahmen die Originalversion von 1987, ließen Marie Fredriksson eine Liedzeile ersetzen, um ihm den Bezug auf Weihnachten zu nehmen und fügten einige Instrumentationen sowie neue vokale Hintergrundüberlagerungen hinzu, die den Sound bereichern sollten. Die B-Seite der Plattensingle enthielt den Song Paint, der dem Album Look Sharp! entnommen wurde.
Der Song erschien jedoch außer auf den Pretty Woman Original Sound Tracks auf keinem Studioalbum, das von Roxette veröffentlicht wurde und war erst 1995 im Greatest-Hits-Album Don’t Bore Us, Get to the Chorus! vertreten.

## Neuveröffentlichung 1993, Alternative Versionen 1993 und 2012

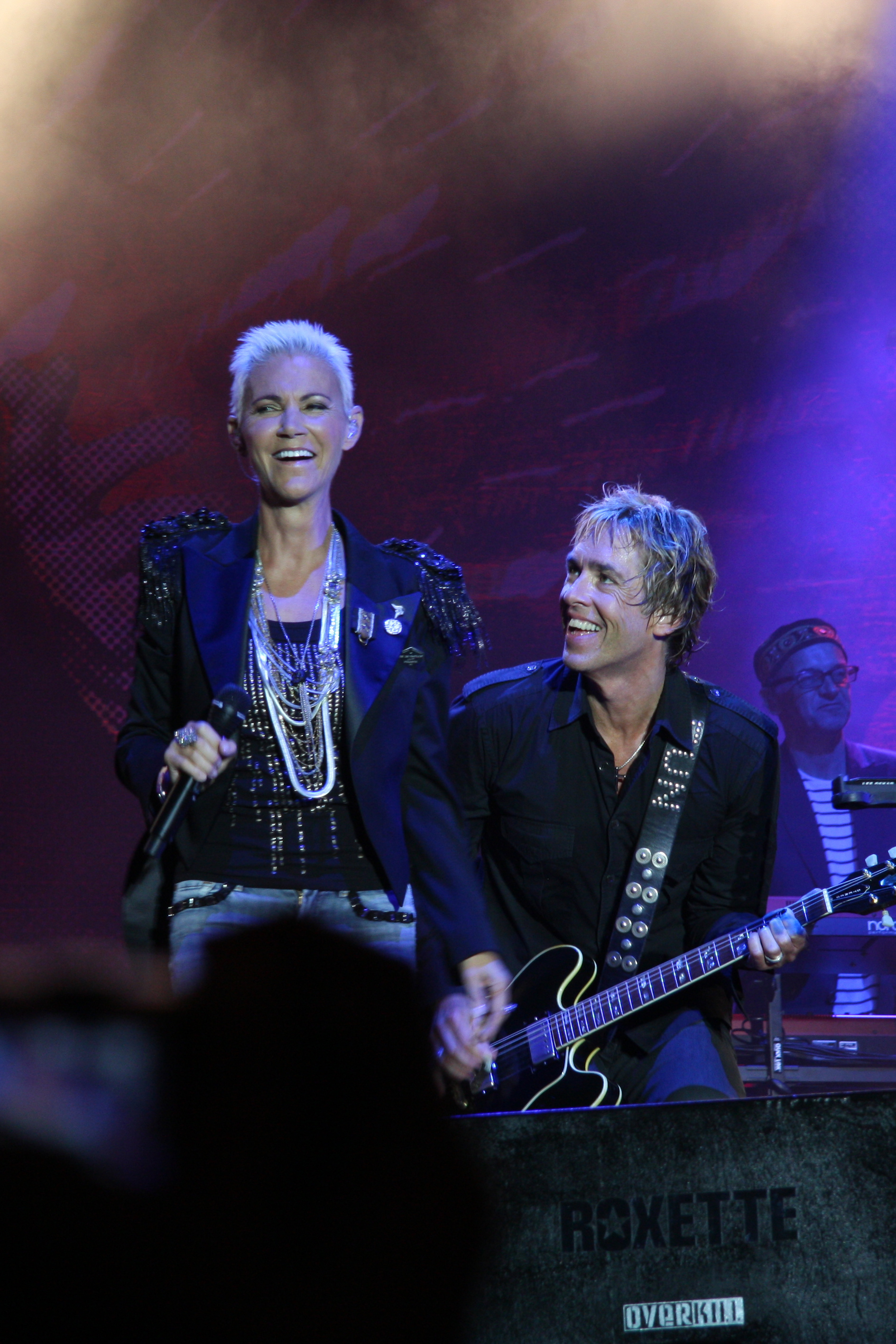
Roxette Live in Halmstad 2010

Während der Welttournee von Roxette im Jahr 1993 wurde eine veränderte Version des Songs in einem Studio in Los Angeles neu aufgenommen, um den Verkauf des kurz zuvor erschienenen Joyride-Album zu unterstützen. Diese langsame Country-Version, bei der das Pianosolo durch ein Stahlgitarrensolo ersetzt wurde, ist auf dem Tour-Album Tourism: Songs from Studios, Stages, Hotelrooms & Other Strange Places von 1992 vertreten.
Eine Wiederveröffentlichung der Version von 1990 erreichte im September 1993 noch einmal die UK Top 10, nachdem Pretty Woman zum ersten Mal im nichtprivaten britischen Fernsehen ausgestrahlt worden war.
Für das 1996 erschienene Album Baladas En Español nahm Roxette schließlich eine Version in spanischer Sprache auf. Der entstandene Song No sé si es amor (Ich weiß nicht, ob es Liebe ist) mit einem von Luis G. Escolar ins Spanische übertragenem Text wurde schließlich 1997 in Mexiko als Single veröffentlicht.
2012 nahmen Roxette für ihr neuntes Studioalbum Travelling eine neue Studioversion des Songs mit Orchester-Begleitung auf.

## Musikvideo
Das zu It Must Have Been Love gehörige Video wurde in einem abgedunkelten Lagerhaus gedreht, in dem lediglich die Fenster von außen beleuchtet waren. Dabei bewegt sich Fredriksson singend abwechselnd in einem roten sowie einem weißen Kleid durch die Kulisse oder liegt auf einem Bett, während sie von Gessle mit der Gitarre und zeitweise mit dem Piano begleitet wird. Unterbrochen wird die Szenerie von verschiedenen eingespielten Sequenzen aus dem Film Pretty Woman. Im Begleitheft des Greatest-Hits-Albums Don’t Bore Us, Get to the Chorus! sind zu den einzelnen Liedern neben den Texten auch persönliche Kommentare von Gessle und Fredriksson abgedruckt. So erzählt Marie Fredriksson:

“…the video was a weird experience. The director wanted all movements in slow motion so I had to lip sync the vocals in double speed. My first lesson in how to sing an emotional ballad Mickey Mouse style. A strange way to make a living.”

„… das Video war eine eigenartige Erfahrung. Der Regisseur wollte, dass sich alle Bewegungen in Zeitlupe vollzogen, so dass ich die Lippen synchron zum Gesang in doppelter Geschwindigkeit bewegen musste. Meine erste Erfahrung, eine emotionale Ballade im Micky-Maus-Stil zu singen. Eine fremdartige Weise seinen Lebensunterhalt zu bestreiten.“

Es existiert zudem eine alternative Version des Videos ohne die hineingeschnittenen Filmszenen, die 1991 auf der offiziellen Clip-Zusammenstellung Roxette The Videos als VHS-Video und als Laserdisc erschien.

## Inhalt
Im Gegensatz zu stilistisch ähnlichen Balladen, die eine aufkommende oder bestehende Romanze zum Thema haben, beschreibt “It must have been love, (but it’s over now)” (deutsch: „Es muss Liebe gewesen sein, aber nun ist es vorüber“) mit melancholischen Worten die Verlorenheit am ersten Tag nach dem Ende einer Liebesbeziehung. In der ursprünglichen Version wird dabei von einem Weihnachtstag gesprochen, für die Verwendung im Film Pretty Woman, der im Frühjahr erschien, wurde der Handlungsraum allgemein in die Winterzeit verlegt, indem Gessle eine Zeile gegen Ende der zweiten Strophe von “it’s a hard Christmas Day”  in “it’s a hard winter’s day” abwandelte. Seinem melancholischen Text entsprechend untermalt der Song im Film auch eine Szene, in der sich die beiden Hauptdarsteller kurzzeitig zur Trennung entschlossen haben.

## Kommerzieller Erfolg

### Chartplatzierungen
Obwohl der Text einen einsamen Wintertag nach einer zerbrochenen Beziehung beschreibt, wurde It Must Have Been Love ausgerechnet im Sommer des Jahres 1990 ein internationaler Hit. Der Song war nicht die erste Auskopplung des Pretty Woman Soundtracks, wurde jedoch die meistverkaufte Single des selbst sehr erfolgreichen Albums. Insgesamt verbrachte er alleine zwei Wochen, vom 16. bis zum 29. Juni 1990, auf Rang 1 der Hot 100 in den USA und übertraf letztlich die Marke von 500.000 verkauften Exemplaren.
In England kam die Single ebenfalls im Juni 1990 heraus und gelangte hier auf den 3. Platz der UK-Charts, die bis dahin beste Platzierung von Roxette auf der Insel, wo sie sich 14 Wochen hielt. Die erneute Veröffentlichung im September 1993 erreichte noch einmal den zehnten Platz und verblieb noch einmal ganze acht Wochen in der Hitliste. Daneben schaffte es der Song auf die Spitzenposition der Singlechart von Norwegen, Polen und Spanien. In Australien wurde er die zweite Nummer 1 von Roxette und hielt die Topposition im Juli 1990 zwei Wochen lang. Er erreichte zudem Rang 4 in Deutschland, wo er alleine 6 Monate in den Top 50 verblieb, sowie die Top 5 in Österreich, der Schweiz, Belgien, den Niederlanden und dem Heimatland der Gruppe, Schweden.
| ChartsChartplatzierungen       | Höchstplatzierung | Wochen |
| ------------------------------ | ----------------- | ------ |
| Deutschland (GfK)              | 4 (36 Wo.)        | 36     |
| Österreich (Ö3)                | 3 (20 Wo.)        | 20     |
| Schweden (GLF)                 | 4 (15 Wo.)        | 15     |
| Schweiz (IFPI)                 | 1 (32 Wo.)        | 32     |
| Vereinigte Staaten (Billboard) | 1 (25 Wo.)        | 25     |
| Vereinigtes Königreich (OCC)   | 3 (14 Wo.)        | 14     |

| ChartsJahrescharts (1990)      | Platzierung |
| ------------------------------ | ----------- |
| Deutschland (GfK)              | 15          |
| Österreich (Ö3)                | 10          |
| Schweiz (IFPI)                 | 5           |
| Vereinigte Staaten (Billboard) | 2           |
| Vereinigtes Königreich (OCC)   | 14          |

### Auszeichnungen für Musikverkäufe
| Land/Region                  | Auszeichnungen für Musikverkäufe (Land/Region, Auszeichnung, Verkäufe) | Verkäufe  |
| ---------------------------- | ---------------------------------------------------------------------- | --------- |
| Australien (ARIA)            | Platin                                                                 | 70.000    |
| Dänemark (IFPI)              | Platin                                                                 | 90.000    |
| Deutschland (BVMI)           | Gold                                                                   | 250.000   |
| Italien (FIMI)               | Gold                                                                   | 35.000    |
| Neuseeland (RMNZ)            | Platin                                                                 | 30.000    |
| Österreich (IFPI)            | Gold                                                                   | 25.000    |
| Schweden (IFPI)              | Gold                                                                   | 25.000    |
| Spanien (Promusicae)         | Platin                                                                 | 60.000    |
| Vereinigte Staaten (RIAA)    | Gold                                                                   | 500.000   |
| Vereinigtes Königreich (BPI) | Platin                                                                 | 600.000   |
| Insgesamt                    | 5× Gold · 5× Platin ·                                                  | 1.785.000 |

Hauptartikel: Roxette/Auszeichnungen für Musikverkäufe

## Mitwirkende
Folgende Personen hatten maßgeblichen Anteil an der Entstehung dieses Stückes:
| 1987 - Komponist: Per Gessle - Gesang: Marie Fredriksson - Schlagzeug: Pelle Alsing - E-Gitarre: Jonas Isacsson - Engineering Synclavier: Alar Suurna - Weitere Instrumente: Clarence Öfwerman - Produzent: Clarence Öfwerman | 1990 - Gesang: Marie Fredriksson - Neumischung: Huberto Gatica - Produzent: Clarence Öfwerman |

## Coverversionen

### När kärleken föds
Die schwedische Popsängerin Shirley Clamp brachte im April 2006 eine Version von It Must Have Been Love in schwedischer Sprache heraus, die den Titel När kärleken föds (Wenn Liebe geboren ist) trug und Platz 6 der Schwedischen Single-Charts erreichte. Der Song enthielt jedoch keinerlei Bezug auf Weihnachten, andere Feiertage oder bestimmte Jahreszeiten.

### Weitere Coverversionen
- Shirley Bassey veröffentlichte ihre Version des Songs 1995 auf dem Album Sings the Movies.[24]
- Die mexikanische Sängerin Rocío Banquells brachte eine Akustikversion für ihr 1991 erschienenes Album Escucha el infinito heraus.[24]
- Auf dem Album Standstill der Punkrock Band Polly Esther von 2002 beinhaltet ebenfalls eine Coverversion dieses Songs.[24]
- 2004 wurde ein Cover des Songs von der britischen Gruppe Friday Night Posse (a.k.a. Dancing DJs) featuring Soraya veröffentlicht.[24]
- Das britische Popduo Journey South nahm eine Akustikversion von It Must Have Been Love auf ihrem gleichnamigen Album von 2006 auf.[24]
- In einer spanischen Version wurde der Song von der australischen Band Aleks and The Ramps auf ihrem Album Pisces Vs Aquarius veröffentlicht.[24]
- Das deutsche Musikprojekt Get Well Soon unter Sänger Konstantin Gropper coverte den Song im Jahr 2008.[24]
- Die norwegische Sängerin Maria Mena coverte ihn im Jahr 2008 und veröffentlichte das Stück als Bonus-Track via iTunes UK zu ihrem vierten Studioalbum Cause and Effect.[24]
- Das schwedische Duo First Aid Kit und Maja Francis coverten Song anlässlich der Erinnerung an die kurz zuvor verstorbene Sängerin Marie Fredriksson beim Musikhjälpen 2019.